# نادي برو فيرتشيلي
نادي برو فيرتشيلي لكرة القدم 1892 (بالإيطالية: Football Club Pro Vercelli 1892)‏ أو كما يُعرف اختصارًا باسم فيرتشيلي (بالإيطالية: Pro Vercelli)‏، هو نادٍ رياضي إيطالي يقع مقره في مدينة فيرتشيلي، ويلعب حاليا في الدوري الإيطالي الدرجة الثالثة. يعتبر أحد أعرق النوادي الإيطالية والأوروبية، وأحد أكثر الفرق نجاحًا في بداية كرة القدم في إيطاليا، حيث حصل على الدوري الإيطالي 7 مرات. خفت نجمه في الثلاثينات وضاع في الأقسام السفلى، وقد تحصل على دوري الفئة الثانية مرة واحدة، وعلى الدوري الإيطالي الدرجة الرابعة 4 مرات، وعلى دوري الهواة مرة واحدة، وعلى الصعيد الدولي حصل الفريق على بطولة عيد العنصرة الفرنسية مرة واحدة.

## التاريخ
نادي برو فيرتشيلي لكرة القدم هو أحد أقدم نوادي كرة القدم في إيطاليا، إن لم يكن أقدمها على الإطلاق. تأسس بشكل رسمي سنة 1903، وكان من الرباعي المؤسس لأولى خطوات كرة القدم الإيطالية (إلى جانب فرق أليساندريا وكاسالي ونوفارا) إلا أن تاريخه يتوغل إلى سنة 1892، لينافس جنوى الذي تأسس سنة 1893 عميد الأندية الإيطالية والذي يعد رسميا أول فريق كرة قدم في إيطاليا.

### التأسيس الأول 1892
لنادي برو فيرتشيلي أكثر من بداية، تأسس كجمعية رياضية للجمباز من طرف مجموعة من الطلاب والتلاميذ سنة 1887 بقيادة الأستاذ دومينيكو لوبي، ضمت الجمعية فرقا تزاول مختلف الرياضات أهمها الجمباز والكريكيت وكرة القدم، وانتسبت إلى الاتحاد الإيطالي للجمباز في 11 يوليوز 1892، ليشكل هذا التاريخ فخرا واعترافا بعراقة النادي.
بعد سنة من هذا التاريخ سيتأسس فريق جنوى كجمعية للكريكيت وألعاب القوى في 7 سبتمبر 1893، وسيضيف لاحقا كرة القدم إلى اسمه ليحظى بالأسبقية. وفي غياب جهاز إداري رسمي ينظم شؤون كرة القدم في إيطاليا (تأسس الاتحاد الإيطالي لكرة القدم سنة 1898) يصر أنصار نادي برو فيرتشيلي أن ناديهم كما نادي جنوى كانت كرة القدم من نشاطاتهم، وبالتالي فناديهم هو الأقدم والأعرق وباعتراف رسمي من الاتحاد الإيطالي للجمباز.

### التأسيس الثاني 1903
في هذه الأثناء كان لجمعية برو فيرتشيلي الرياضية فريقا لكرة القدم يخوض مباريات ودوريات محلية في إقليم بييمونتي، إلا أنه رفض المشاركة في الدوري الإيطالي الذي انطلق سنة 1898 لخلاف بين الاتحاد الإيطالي وممثلي بعض الفرق، وعلى رأسهم المحامي لويجي بوزينو رئيس برو فيرتشيلي.
في سنة 1903 سينتسب برو فيرتشيلي رسميا للاتحاد الإيطالي لكرة القدم للمشاركة في الدوري الإيطالي لكرة القدم، وليخوض الفريق أول مباراة رسمية له يوم 3 غشت 1903 في مواجهة فريق فورصا إي كوستانثا دي نوفارا، معلنا بذلك الميلاد الرسمي للنادي.
اختار النادي اللون الأبيض لقمصانه وشورت أسود ليكمل زيه الرسمي، وليعرف منذئذ بفريق القمصان البيضاء، أو الأسود. وليبدأ عهدا جديد من التألق والنجاحات.

## العصر الذهبي
سجل النادي أرقام مذهلة وكبيرة في مطلع القرن الماضي فكان ثاني ناد يحتكر السكوديتو ثلاث مرات متتالية بعد جنوى (الذي حقق ذلك مرتين في سبعة مواسم) ، وكان أول نادي يعادل رقم جنوى في عدد البطولات بواقع 7 بطولات. وكان برو فرشيلي يضم سيلفيو بيولا الهداف التاريخي للكالتشيو، وكانت التشكيلة الأساسية للمنتخب الإيطالي تضم 10 لاعبين من برو فرشيلي.
ومن طرائف البدايات وقتها أن كان ليفربول من أقوى الأندية في أوروبا وجاء إلى إيطاليا للعب مباراة ودية ضد أقوى نادي في إيطاليا برو فرشيلي وانتهت المباراة بفوز الفريق الإيطالي. وبعد المباراة جاء كابتن ليفربول إلى كابتن برو فرشيلي وعرض عليه حقيبة مليئة بالنقود من اجل لعب مباراة أخرى لأن ليفربول لا يريد العودة إلى انجلترا خاسرا، لكن كابتن برو فرشيلي رفض هذا ورد قائلاً : انتم لم تهزمونا ولن تهزمونا مرة أخرى. وفي وقت لاحق من سنة 1922 سيلتقي الفريقان بليفربول وينهيان اللقاء بالتعادل السلبي.
في هذه المرحلة من البدايات استطاع لويجي بوزينو رئيس النادي في سنة 1906 من عقد شراكة ناجحة مع اللاعب والمبارز الإيطالي مارتشيللو بيرتينيتي ابن مدينة فيرتشيلي لينضم إلى الفريق قادما من يوفنتوس لاعبا ومدربا للمشاركة في منافسات الدوري الإيطالي. وضعت القرعة نادي برو فيرتشيلي في مواجهة يوفنتوس، ولم يتمكن من الفوز ليبدأ موسم 1906-07 من الدرجة الثانية للبطولة الإيطالية لكرة القدم (المسمى والنظام القديم للدوري الإيطالي قبل سنة 1929).
موسم 1908: اللقب الأول

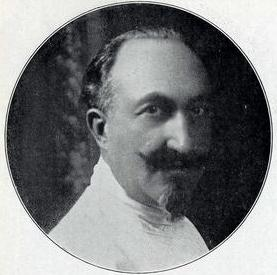
ماتشيللو بيرتينيتي أول مدرب يفوز بالدوري الإيطالي مع نادي برو فيرتشيلي

أظهر فريق برو فيرتشيلي الوافد الجديد على الدوري الإيطالي أن تعثر البداية لم يكن إلا سحابة عابرة، ففي موسمه الرسمي الأول استطاع أن يفوز بلقب الدوري الإيطالي الدرجة الثانية ويتأهل للمشاركة في دوري الدرجة الأولى في الموسم التالي، ويفوز بها بعد أن أقصى يوفنتوس في إقصائيات إقليم بييمونتي، وتفوق على فريقي أندريا دوريا وميلانيسي في الدور النهائي ليتوج بلقبه الأول، ويكون أول فريق إيطالي صاعد من الدرجة الثانية يفوز بالدوري الإيطالي الدرجة الأولى.
موسم 1909: اللقب الثاني

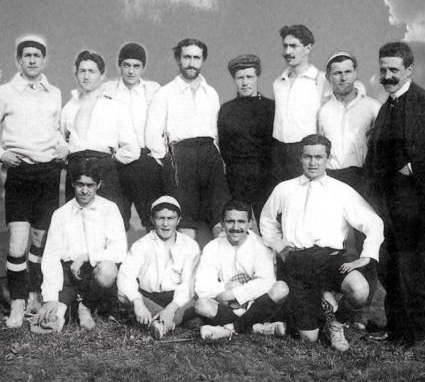
بطل إيطاليا سنة 1908 نادي برو فيرتشيلي

في موسمه الثاني بالدوري الإيطالي أكد نادي بروفيرتشيلي أنه فريق قادم بقوة لينافس على اللقب وليثبت نفسه كقوة كروية. تمكن من التغلب على تورينو في إقصائيات إقليم بييمونتي، وانتصر على جنوى (الفائز باللقب ست مرات من أصل إحدى عشر موسما سابقا) في فيرتشيلي، ثم تعادل معه في جنوى ليلاقي ميلانيسي في النهائي ويتغلب عليه 3-2 ذهابا ويتعادل 2-2 في ميلانو ويحرز لقبه الثاني.
موسم 1910: فرصة ضائعة

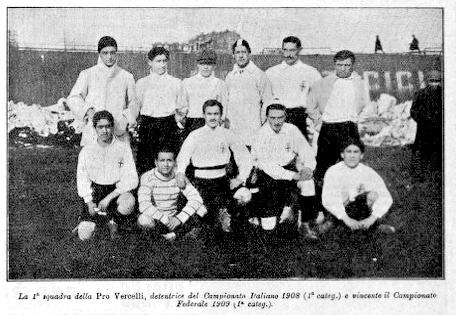
نادي بروفيرتشيلي بطل إيطاليا 1909

في الموسم التالي أكد نادي برو فيرتشيلي قوة كروية جاء ليغير المعادلة الكروية في إيطاليا، خاض النهائيات الذي تقام لأول مرة على شكل دوري مغلق يضم تسعة فرق بشخصية الفريق البطل، بدا جليا أنه في طريقه للتتويج لثالث مرة تواليا. استطاع برو فيرتشيلي من الفوز في 12 مباراة وتعادل في واحدة وتلقى 3 هزائم أمام كل من الإنتر وتورينو وأندريا دوريا، ليتصدر جدول الترتيب إلى جانب الإنتر برصيد 25 نقطة. تم تحديد موعد اللقاء الفاصل وتأجيله بطلب من رئيس برو فيرتشيلي لخوضه لقاءا وديا (لم يلعب) وبعد تجديد الموعد طالب بالتأجيل مرة أخرى بحجة التزام لاعبيه بدورة للألعاب العسكرية، ألا أن الإنتر أصل على إجراء المباراة في موعدها ، فما كان من رئيس برو فيرتشيلي إلا أن زج بفريق الفتيان ليتلقى النادي هزيمة نكراء 10-3 ويتوج الإنتر باللقب.
ثلاثة ألقاب متتالية: 1910-11، 1911-12، 1912-13:
هذه السنوات هي الأزهى في تاريخ النادي، سيطر على مقاليد الكرة في إيطاليا. انطلق الفريق بقوة نحو اللقب. الثالث في موسم 1910-11، خاض ستة عشر مباراة فاز في 12 منها وتعادل في 3 وانهزم مرة واحدة، حاصدا 27 نقطة كأكبر رصيد في تاريخ الدوري الإيطالي آنذاك. وفاز على فيتشينزا في النهائي الوطني ذهابا وإيابا بنتيجة 3-0 و1-2، مسجلا 49 هدفا واستقبلت شباكه 7 أهداف في 17 مباراة.
في الموسم التالي 1911-12 كشر برو فيرتشيلي عن أنيابه ودافع عن لقبه بشراسة في مواجهة جنوى وقطبي مدينة ميلانو الإنتر وإيه سي ميلان، والوافد الجديد كاسالي الخصم اللدود ببييمونتي الذي اتخذ قمصانا سوداء نكاية في برو فيرتشيلي. مع ذلك خاض برو فيرتشيلي 18 مباراة فاز في 15 منها، وتعادل مع الميلان مرتين، وتلقى هزيمة وحيدة في ميلانو أمام الإنتر، مسجلا 50 هدفا وتلقت شباكه 12 هدفا وجامعا في رصيده 32 نقطة، بفارق نقطة واحدة عن إيه سي ميلان. وفي النهائي الوطني سيسحق فينيزيا ذهابا 6-0 بفينيسيا وإيابا 7-0 بفيرتشيلي.
آخر ألقاب النادي قبل الحرب العالمية الأولى كانت موسم 1912-13، أجري الدوري بنظام مختلف عن السنوات الماضية. خاض برو فيرتشيلي الدوري التأهيلي لإقليم بييمونتي المكون من ستة فرق. في الجولة الأولى تواجه مع الخصم العنيد كاسالي وتفوق عليه ب1-0، وفي الجولة السادسة لاقاه مجددا ليتعادلا 0-0. بقية مباريات الدور كانت عبارة عن ثمانية انتصارات كاملة، ليتأهل إلى برو فيرتشيلي أولا وكاسالي ثانيا. في الدور الثاني انضافت الفرق المتأهلة عن دوري لومبارديا الميلان وجنوى، وفريقي فيتشينزا وهيلاس فيرونا عن دوري إقليم فينيتو. ليتعادل برو فيرتشيلي خارج ميدان مع كل من إيه سي ميلان وكاسالي بنتيجة 0-0، ويحقق العلامة الكاملة في المباريات الثمانية المتبقية. ويتأهل إلى النهائي الوطني متصدرا ب18 نقطة بفارق خمس نقاط عن جنوى. وفي النهائي الوطني سحق لاتسيو ب6-0 ليفوز بلقبه الخامس والثالث تواليا.
الجار اللدود يطيح بالبطل:
بعد النجاحات الباهرة لفريق برو فيرتشيلي في المواسم السابقة سار الموسم التالي 1913-14 كسابقيه في اكتساح شامل للخصوم، إلا أن التعادل في الجولة 14 أمام كاسالي 0-0، والهزيمة المفاجئة في الجولة 16 أمام جنوى 1-0 جعلت الفريقين يتصدران الدوري التأهيلي بفارق نقطة واحدة عن برو فيرتشيلي ليغيب عن المشهد النهائي للمرة الأولى في تاريخه (لعب ست نهائيات في ستة مواسم وفاز بخمسة القاب). وفي هذه السنة سيتوج كاسالي باللقب.
في الموسم التالي 1914-15 (وهو الأخير قبل توقف الدوري الإيطالي بسبب اندلاع الحرب العالمية الأولى) سيتمكن نادي برو فيرتشيلي من تصدر مجموعته الإقصائية في الدور الأول، وسيرافقه فريقي كاسالي ونوفارا للدور الثاني الذي أقصي منه بعدما احتل الصف الثاني بعد تورينو الذي فاز عليه ذهابا وإيابا. وسيفوز جنوى باللقب السابع له في نهاية المطاف.
لقبان أخيران:
اثرت الحرب العالمية الأولى على كل مناحي الحياة في إيطاليا، وبانتهائها حاول الإيطاليون استعادة الإيقاع الطبيعي للحياة، إلا أن الخسائر كانت فادحة. ورغم ذلك استأنفت عجلة الدوري الإيطالي دورانها سنة 1919.
الموسم الأول بعد الحرب أحرزه الإنتر، بينما نادي برو فيرتشيلي لم يتجاوز إقصائيات الدور الثاني وجاء ثانيا خلف تورينو. في موسم 1920-21 وتحت قيادة اللاعب المدرب غويدو أرا استطاع الفريق أن يحرز لقبه السادس بسهولة في نهائي لعبه أمام بيزا. وفي أتبعه بلقب سابع في موسم 1921-22 الذي شهد انقساما داخل الاتحاد الإيطالي لكرة القدم بشان نظام المسابقة بعد الحرب، وهو الأمر الذي استمرت آثاره حتى تم التوافق على الشكل الجديد (الحالي) للدوري الإيطالي والدي سيعمل به بدءا من موسم 1929-30.
في هذه المرحلة كانت بداية انطفاء نادي برو فيرتشيلي، وفي موسم 1928-29 احتل الصف الخامس مما مكنه من المشاركة الموسم التالي في الدرجة الأولى من الدوري الإيطالي عند انطلاقته الحديثة.
ي ألف يورو.

## سنوات الضياع
لم يستطع نادي برو فيرتشيلي من مسايرة التطورات التي عرفتها كرة القدم الإيطالية في مطلع ثلاثينيات القرن الماضي، وأخدت شمعة النادي بالانطفاء التدريجي شيئاً فشيئا، لتبدأ مرحلة التدهور القاتل في تاريخ النادي. فلقد ضاعت الأحلام ورحل ذلك الجيل الذهبي، ووصل النادي إلى الدرجة الرابعة في أسوء وضع له، وهو الآن يلعب في الدرجة الثالثة.
من 1929 إلى 1935:
بداية الثلاثينات شهد النادي ولادة نجم أسطوري هو سيلفيو بيولا الذي سيصبح الهداف التاريخي للدوري الإيطالي. تواجد بيولا مع النادي لم يشفع له ليحصد الألقاب ويستعيد أمجاده. في صيف 1934 سيفوز بيولا بكأس العالم مع الأتزوري، ليتحول إلى رمز أبدي للنادي، لكنه سرعان ما انتقل إلى لاتسيو. وبعد سنة واحدة من التخبط في قاع جدول الترتيب استسلم الفريق لقدره ليحتل الصف الأخير بنهاية الموسم وينزل إلى الدرجة الثانية للدوري الإيطالي.
من 1935 إلى 1941:
الهبوط للدرجة الثانية كان بداية الانهيار فقط، ففي موسم 1936-37 صارع الفريق حتى الجولات الأخيرة لينجو من الهبوط إلى الدرجة الثالثة. وهو الأمر الذي وقع بنهاية موسم 1940-41، حيث احتل برو فيرتشيلي المرتبة الأخيرة وواصل سقوطه الرهيب إلى القاع.
من 1941 إلى 2010:
سنوات كالحة في تاريخ النادي، استوطن فيها الدرجة الثالثة، والأسوء أنه هبط إلى الدرجة الرابعة للدوري الإيطالي موسم 1956-57، لكنه سرعان ما عاد إلى الدرجة الثالثة، وكاد أن يحقق الصعود للدرجة الثانية موسم 1966-67. واستمرت سنوات الضياع حتى أعلن النادي إفلاسه في 2010، وتعرض المحكمة ممتلكات النادي (بألقابه السبعة) في المزاد العلني بثمن افتتاحي ألف يورو. وطمعا في الإرث الكبير للنادي قام مالكو نادي برو بلفيردي فيرتشيلي المجاور في نفس المدينة بشراء أصول النادي وبالتالي حافظ برو فيرتشيلي 1892 على اسمه وأمجاده.
بصيص أمل:
بعد غياب 64 سنة استطاع نادي برو فيرتشيلي العودة إلى الدرجة الثانية للدوري الإيطالي بنهاية موسم 2010-11، واستطاع الصمود لسبعة مواسم، حيث كان يصارع دائما تفاديا للهبوط، إلا أنه عاد بالفعل إلى الدرجة الثالثة بنهاية موسم 2017-1

## التشكيلة الحالية
اعتبارًا من 6 ديسمبر 2020:

ملاحظة: تشير الأعلام إلى المنتخب الوطني على النحو المحدد في قواعد الأهلية للفيفا. قد يحمل اللاعبون أكثر من جنسية واحدة غير تابعة للفيفا.
| الرقم | البلد    | المركز | اللاعب             |
| ----- | -------- | ------ | ------------------ |
| 1     | إيطاليا  | حارس   | سيمون موشين        |
| 2     | إيطاليا  | مدافع  | ألبيرتو ماسي       |
| 3     | إيطاليا  | وسط    | فرانشيسكو روديو    |
| 4     | الدنمارك | وسط    | ماتي لوند نيلسن    |
| 5     | إيطاليا  | مدافع  | سيمون أوريليتو     |
| 6     | إيطاليا  | وسط    | جيوفاني غرازيانو   |
| 7     | إيطاليا  | وسط    | ماتيا رولاندو      |
| 8     | إيطاليا  | وسط    | سيموني إيمانويلو   |
| 9     | إيطاليا  | مهاجم  | أليساندرو روميروني |
| 10    | إيطاليا  | مهاجم  | جيانماريو كومي     |
| 11    | إيطاليا  | وسط    | ماتيو ديلا مورتي   |
| 12    | إيطاليا  | حارس   | نيكولا نينتوري     |
| 13    | إيطاليا  | مدافع  | أليسيو بينيديتي    |
| 14    | فرنسا    | وسط    | ألان بلايز         |
| 15    | إيطاليا  | مدافع  | ديفيد دي مارينو    |

| الرقم | البلد   | المركز | اللاعب               |
| ----- | ------- | ------ | -------------------- |
| 16    | إيطاليا | مهاجم  | زاك روجيرو           |
| 17    | إيطاليا | مهاجم  | جيوفاني بروزانيتي    |
| 18    | إيطاليا | مهاجم  | جيوسيبي بوريلو       |
| 20    | إيطاليا | مهاجم  | ستيفانو بادوفان      |
| 21    | إيطاليا | وسط    | أندريا فولباتو       |
| 22    | إيطاليا | حارس   | جيانلوكا سارو        |
| 23    | إيطاليا | مدافع  | جيانلوكا كليمنت      |
| 24    | إيطاليا | مهاجم  | أليسيو زربين         |
| 25    | بلغاريا | مدافع  | بيتكو هريستوف        |
| 27    | إيطاليا | وسط    | بلال الراضي          |
| 28    | إيطاليا | وسط    | ليوناردو ماريا ماريو |
| 29    | إيطاليا | مدافع  | روبرتو إيزي          |
| 30    | إيطاليا | وسط    | ريكاردو سيكوندو      |
| 31    | إيطاليا | مدافع  | أليساندرو كاروسو     |
| 33    | فرنسا   | وسط    | جيرمي بيتريس         |

### لاعبون آخرون
ملاحظة: تشير الأعلام إلى المنتخب الوطني على النحو المحدد في قواعد الأهلية للفيفا. قد يحمل اللاعبون أكثر من جنسية واحدة غير تابعة للفيفا.
| الرقم | البلد   | المركز | اللاعب        |
| ----- | ------- | ------ | ------------- |
| -     | إيطاليا | مدافع  | ماركو باربيني |

## بطولات وإنجازات الفريق

### محلي
- الدوري الإيطالي (7 ألقاب) : 
1908،[23] 1909،[24] 1910–11،[25] 1911–12،[26] 1912–13،[27] 1920–21،[28] 1921–22[29]
- دوري الفئة الثانية (لقب وحيد) : 
1907
- الدوري الإيطالي الدرجة الرابعة (4 ألقاب) : 
1956–57، 1970–71، 1983–84، 1993–94
- دوري الهواة (لقب وحيد) : 
1993–94

### دولي
- بطولة عيد العنصرة الفرنسية (لقب وحيد) : 
1927[30]